# Đại bao Trung Bộ
Đại bao Trung Bộ (danh pháp: Sunipia annamensis) là một loài thực vật có hoa trong họ Lan. Loài này được (Ridl.) P.F.Hunt miêu tả khoa học đầu tiên năm 1971.